# Pierre Pasquier (peintre)
Pour les articles homonymes, voir Pierre Pasquier et Pasquier.
Pierre Pasquier est un peintre français né à Villefranche-sur-Saône en 1731 et décédé en 1806. 

## Biographie
Il a été agréé puis reçu à l'Académie royale de peinture et de sculpture le 27 octobre 1769.
Denis Diderot rapporte qu'un portrait de lui peint en émail était présenté au Salon de 1769 : « Il y a un petit Pasquier, peintre en émail, qui a jusqu'à présent plus de philosophie que de talent ; mais il est jeune et nous avons du temps par devers nous avant que de prononcer sur lui. Il m'a peint d'après un certain tableau de madame Therbouche, et l'on m'a dit que je n'étais pas mal ».